# أنبوب كيدل
أنبوب كيدل (بالإنجليزية: Keidel vacuum)‏، هو أنبوب مٌفرغ كنوع من أنواع أجهزة جمع الدم، صُنِع لأول مرة بواسطة هاينسون وويسكوت ودانينغ في حوالي عام 1922. كان هذا الأنبوب أحد الأنظمة الأولى التي تم إخلاؤها، والتي سبقت أنبوب جمع العينات الأكثر شهرة. كان استخدامه الأساسي هو اختبار مرض الزهري وحمى التيفوئيد.

## الآلية
بشكل أساسي، يتكون فراغ كيدل من أمبولة محكمة الغلق مع أو بدون مستنبت. كان متصلاً بالأمبولة أنبوب مطاطي قصير مع إبرة في النهاية، باستخدام أنبوب زجاجي صغير كغطاء. يؤدي إدخال الإبرة في الوريد إلى سحق الأمبولة، مما يخلق فراغًا ويجبر الدم على الدخول إلى الوعاء. عادة ما يكون الوريد البارز في الساعد مثل وريد مرفقي ناصف، على الرغم من أن فراغ كيدل يمكن أن يأخذ الدم لأي وريد محيطي بارز. لم يصبح هذا المفهوم شائعاً حتى خلال الحرب العالمية الثانية، عندما كانت رعاية الإسعافات الأولية السريعة والفعالة ضرورية في ميدان المعركة. نتيجة لذلك، أصبح الفراغ الجهاز الأمامي المستخدم لجمع الدم.